# Beenzino
Beenzino (빈지노?), pseudonimo di Lim Sung-bin (임성빈?, Im Seong-binLR, Im SŏngpinMR; 12 settembre 1987), è un rapper sudcoreano.

## Biografia
Beenzino è salito alla ribalta col brano Dali, Van, Picasso, hit numero uno nella Gaon Chart. Il primo album in studio 12 (2016) è arrivato all'11º posto nella graduatoria LP. Nowitzki (2023), invece, è stato premiato con un Korean Music Award e si è posizionato sul podio della classifica nazionale.

## Discografia

### Album in studio
- 2016 – 12
- 2023 – Nowitzki

### EP
- 2014 – Up All Night

### Singoli
- 2011 – Illionaire Way (con The Quiett e Dok2)
- 2012 – I'll Be Back
- 2012 – Slowdown (feat. Okasian & Dok2)
- 2015 – So What
- 2015 – Break
- 2015 – We Are Going To
- 2016 – Life in Color
- 2016 – No Matter What (con BoA)
- 2016 – Okgo (feat. E Sens)
- 2019 – The Fearless Ones (con The Quiett, Sik-K e Changmo)
- 2019 – Fashion Hoarder (feat. Zene the Zilla)
- 2019 – Blurry (feat. Dbo)
- 2023 – Trippy
- 2024 – Train (feat. C Jamm)